# 142
142（一百四十二）是141與143之間的自然數。

## 数学领域
- 合數，正因數有1、2、71和142。
質因數分解為{\displaystyle 2\times 71}。
- 虧數，真因數和為74，虧度為68。
- 第98個不尋常數，大於平方根的質因數為71。前一個為141、下一個為143。
- 第47個半質數。前一個為141、下一個為143。
- 第88個無平方數因數的數。前一個為141、下一個為143。
- 第63個十进制的等數位數。前一個為141、下一個為145。
- 第47個半素數。
- 第19個非歐拉商數。
- 6個頂點的平面圖共有142個。

## 其他範疇
- 圖-142，一款由 苏联圖波列夫公司推出的飛機型號，主要用作軍事用途